# La Main droite du diable
Pour les articles homonymes, voir Betrayed (homonymie).
Pour plus de détails, voir Fiche technique et Distribution.
La Main droite du diable (Betrayed) est un film américain réalisé par Costa-Gavras, sorti en 1988.

## Synopsis
À Chicago, un animateur de radio est assassiné dans un parking. Son ton et ses thèmes provocateurs (sexualité, ventes d'armes, antisémitisme, etc.) lui ont créé de nombreux ennemis. Mais ce qui attire l'attention des enquêteurs du FBI est le slogan bombé sur son cadavre : ZOG (Zionist Occupation Government). Ils essayent d'établir un lien avec la piste d'une organisation clandestine d'extrême droite, qui se baserait chez des paysans du Midwest, une région rurale, déshéritée et conservatrice.
Ancienne étudiante en littérature et débutante au FBI, Cathy Weaver (Debra Winger) est chargée de s'infiltrer dans la région, endossant la couverture d'une moissonneuse saisonnière d'origine texane, Katie Phillips. Elle doit en particulier approcher un fermier veuf, Gary Simmons (Tom Berenger), que le FBI soupçonne, notamment pour être ancien combattant du Vietnam et pour être le fils d'un ancien membre d'une milice patriotique. Cathy se lie très vite d'amitié avec cet homme qui semble imposer le respect à la communauté locale. Ils finissent par tomber amoureux l'un de l'autre. Garry estime alors que Kathy est vouée à devenir sa nouvelle femme, et qu'elle doit donc savoir tout ce qu'il fait. Elle va donc découvrir toutes ses activités, comme la « chasse » aux noirs, ou le « camping » dans un camp d'entraînement.
Les sentiments, la sensibilité et l'inexpérience de la jeune femme vont jouer contre elle, d'autant plus que son supérieur hiérarchique, Mike (John Heard), est son ancien amant, et que c'est aussi lui qui l'a recrutée pour le FBI. Surtout, la mystérieuse organisation est bien plus structurée que les enquêteurs ne le croient, et ses ramifications s'étendent bien au-delà des campagnes du Midwest.

## Fiche technique
- Titre français : La Main droite du diable
- Titre original : Betrayed
- Réalisation : Costa-Gavras
- Scénario : Joe Eszterhas
- Musique : Bill Conti
- Direction de la photographie : Patrick Blossier
- Montage : Joële van Effenterre
- Décors : Patrizia von Brandenstein et Jim Erickson
- Costumes : Joe I. Tompkins (en)
- Production : Irwin Winkler

Production délégué : Joe Eszterhas, Hal W. Polaire
- Sociétés de production : Irwin Winkler Productions, CST Telecommunications et United Artists
- Distribution : United Artists (États-Unis), United International Pictures (France)
- Budget : 19 millions dollars
- Durée : 127 minutes
- Dates de sortie[1] :
  - États-Unis : 26 août 1988
  - France : 9 novembre 1988

## Distribution
- Debra Winger (VF : Elisabeth Wiener) : Cathy Weaver, alias Katie Phillips
- Tom Berenger (VF : Jacques Frantz) : Gary Simmons
- John Heard (VF : Richard Darbois) : Michael Carnes
- John Mahoney : Shorty
- Betsy Blair : Gladys Simmons
- Ted Levine (VF : Patrick Poivey) : Wes
- Jeffrey DeMunn (VF : Sady Rebbot) : Bobby Flynn
- Albert Hall : Albert Hall
- David Clennon (VF : Jean-Luc Kayser) : Jack Carpenter
- Robert Swan : Dean
- Richard Libertini : Sam Kraus
- Maria Valdez : Rachel Simmons
- Brian Bosak : Joey Simmons
- Alan Wilder (en) (VF : Jean-François Kopf) : Duffin
- Timothy Hutton : le jongleur à la foire

## Production
Le tournage a lieu au Canada (pays de Kananaskis, Bragg Creek, Calgary, Fort Macleod) ainsi qu'aux États-Unis (notamment à Chicago).

## Autour du film
- Le début du film s'inspire en partie de l'assassinat en 1984 de l'animateur radio et avocat Alan Berg[3]. Trois membres d'une organisation nationaliste blanche, The Order, dirigée par Robert Jay Mathews (1953-1984), sont inculpés pour avoir violé les droits civils d'Alan Berg. Les inculpés ont été dénoncés par l'ancienne compagne de Mathews[4]. David Lane, un autre membre du groupe, convaincu d'avoir été le chauffeur des exécutants, est condamné à 190 ans de prison (il décédera en prison en 2007)[5]. Un autre membre, Bruce Pierce, est condamné à 252 ans de prison (où il décède en 2010)[6].
- Le film Conversations nocturnes d'Oliver Stone, sorti également en 1988, est centré sur l'assassinat d'Alan Berg.
- D'autres épisodes du film sont aussi inspirés des actions du mouvement de Robert Jay Mathews et par la vie de son fondateur: la mention des Sons of Liberty (dont le père de Garry aurait été membre) et de la Tax Resistance (à laquelle aurait aussi participé le père de Garry), le recrutement prioritaire chez les petits fermiers, l'attaque de banques pour financer les activités (dont le butin dépassera les trois millions et demi de dollars)[7], la mort de Mathews lui-même par des agents du FBI[8].